# Міддлсекс (Північна Кароліна)
Міддлсекс (англ. Middlesex) — місто (англ. town) в США, в окрузі Неш штату Північна Кароліна. Населення — 912 особи (2020).

## Географія
Міддлсекс розташований за координатами 35°47′22″ пн. ш. 78°12′17″ зх. д. / 35.78944° пн. ш. 78.20472° зх. д. (35.789383, -78.204811).  За даними Бюро перепису населення США в 2010 році місто мало площу 2,71 км², уся площа — суходіл.

## Демографія
Згідно з переписом 2010 року, у місті мешкали 822 особи в 343 домогосподарствах у складі 221 родини. Густота населення становила 304 особи/км².  Було 417 помешкань (154/км²).
Расовий склад населення:
| - 52,7 % — білих - 29,6 % — чорних або афроамериканців - 0,7 % — корінних американців - 0,1 % — вихідців з тихоокеанських островів - 14,5 % — осіб інших рас |

До двох чи більше рас належало 2,4 %. Частка іспаномовних становила 16,2 % від усіх жителів.
За віковим діапазоном населення розподілялося таким чином: 24,7 % — особи молодші 18 років, 55,6 % — особи у віці 18—64 років, 19,7 % — особи у віці 65 років та старші. Медіана віку мешканця становила 40,4 року. На 100 осіб жіночої статі у місті припадало 86,4 чоловіків;  на 100 жінок у віці від 18 років та старших — 82,6 чоловіків також старших 18 років.
Середній дохід на одне домашнє господарство  становив 39 514 долари США (медіана — 33 977), а середній дохід на одну сім'ю — 40 879 доларів (медіана — 34 306). За межею бідності перебувало 23,8 % осіб, у тому числі 39,2 % дітей у віці до 18 років та 11,5 % осіб у віці 65 років та старших.
Цивільне працевлаштоване населення становило 424 особи. Основні галузі зайнятості: виробництво — 25,5 %, роздрібна торгівля — 19,6 %, науковці, спеціалісти, менеджери — 14,2 %, будівництво — 12,0 %.